# Systeloglossum acuminatum
Systeloglossum acuminatum är en orkidéart som beskrevs av Oakes Ames och Charles Schweinfurth. Systeloglossum acuminatum ingår i släktet Systeloglossum och familjen orkidéer. Inga underarter finns listade i Catalogue of Life.